# AV Semper Fidelis Luzern
Die Akademische Verbindung Semper Fidelis ist eine akademische Studentenverbindung und die Luzerner Sektion des Schweizerischen Studentenvereins an der Universität und Hochschule Luzern. Sie trägt die Farben Rot-Weiss-Grün.

## Geschichte
Die Sektion Luzern wurde am 6. November 1843 durch sechs Mitglieder und einem Kandidaten des Schweizerischen Studentenvereins gegründet. Als Gründungsaktuar amtierte der spätere Professor Alois Lütolf.  Während sich das erste Jahrzehnt aufgrund äusserer Umstände für die Sektion sehr wechselhaft zeigte, stabilisierte sich das Sektionsleben nach 1853. Aufgrund ihrer ununterbrochenen Existenz erhielt sie vom Gesamtverein 1863 den Titel semper fidelis («immer treu») zugesprochen. Seitdem wird die Sektion bei diesem Namen genannt. Während der ersten Jahrzehnte war sie sowohl am Lyzeum als auch am theologischen Seminar vertreten. 1889 teilte sich die Semper Fidelis in eine interne (Theologen) und externe (Lyzeisten) Sektion, wobei die interne Sektion 1891 den Namen Waldstättia annahm. Die externe Sektion bildete in der Folge die eigentliche Semper Fidelis, welche im Laufe des 20. Jahrhunderts zur reinen Gymnasialsektion wurde. Seit dem Wintersemester 2006/07 ist die Semper Fidelis wieder an den Luzerner Hochschulen aktiv.

## Neujahrskommers
Als wohl traditionellster Anlass der Semper Fidelis darf der «Neujahrskommers» betitelt werden. Dieser Anlass von internationalem Ruf vermag jährlich rund 450 Studenten und Akademiker aus der gesamten Schweiz und dem angrenzenden Ausland nach Luzern zu holen.
Der erste Neujahrskommers fand am 13. Januar 1861 im Luzerner Casino statt. Ursprünglich als Gedenkfeier für den (nach Überlieferung an Neujahr 1308 stattgefundenen) Urschweizer Burgenbruch konzipiert, erfuhr der Neujahrskommers zahlreiche Neuinterpretationen. Als Besonderheit ist zu werten, dass derselbe seit 1861 ununterbrochen stattfindet, weshalb am 29. Dezember 2009 der 150. Neujahrskommers in Folge gefeiert wurde. Erst 2020 und 2021 konnte der Neujahrskommers aufgrund der Coronavirus-Pandemie zum ersten Mal nicht stattfinden.

## Bekannte Mitglieder
- Constantin Siegwart-Müller (1801–1869), Führer der Sonderbundskantone (Ehrenmitglied 1845)
- Alois Lütolf (1824–1879), Kirchenhistoriker und Sagensammler
- Franz Xaver Beck (1827–1894), Politiker
- Josef Zemp (1834–1908), Bundesrat von 1891 bis 1908
- Heinrich Federer (1866–1928), katholischer Priester und Schriftsteller
- Alphons Egli (1924–2016), Bundesrat von 1982 bis 1986